# Мамоль
Мамоль (словен. Mamolj) — поселення в общині Літія, Осреднєсловенський регіон, Словенія. Висота над рівнем моря: 608,4 м.